# Hyperamblyops nana
Hyperamblyops nana är en kräftdjursart som beskrevs av Yakov Avadievich Birstein och Tchindonova 1958. Hyperamblyops nana ingår i släktet Hyperamblyops och familjen Mysidae. Inga underarter finns listade i Catalogue of Life.